# FQDN
FQDN je označení pro plně specifikované doménové jméno počítače (zkratka z anglického termínu Fully Qualified Domain Name). Můžeme se ale setkat i s termínem absolutní doménové jméno. FQDN přesně určuje umístění počítače ve stromové struktuře DNS (Domain Name System) včetně uvedení top-level domény a root domény.
Příklad:
Počítač je označen hostovským jménem (hostname) myhost a je začleněn do domény example.com. Plně specifikované doménové jméno pro tento počítač tedy bude myhost.example.com. Tečka na konci odděluje prázdné doménové jméno serveru nejvyšší úrovně tzv. root doménu. Tečka na konci doménové adresy se obvykle nemusí psát.

## Root doména (Root Domain)
V doménovém systému internet značí tečka na konci doménové adresy doménový řadič, který by měl vytvářet kořen (root) celého DNS stromu. Hypoteticky bychom mohli předpokládat, že existuje jeden počítač, který DNS řídí.
Ve skutečnosti je to 13 autoritativních doménových serverů, které jsou rozmístěné po celé zeměkouli a které odkazují na autoritativní domény prvních řádů.

## Doménové řády (úrovně / levely)
Doménové jméno počítače se obvykle skládá z více částí. Každá část je oddělená tečkou. Úrovně počítáme od pravé strany

## Příklad
Jméno počítače (FQDN) - puffy.openbsd.org.
.
Root Domain
org
tato část se nazývá TLD - Top Level Domain - doména první úrovně
example
tato část je doménou druhé úrovně (2nd level domain)
www
tato část je konkrétním jménem počítače (3rd level domain)
Obecně není množství domén limitováno. Fakticky je limitováno specifikacemi DNS pro sítě IPv4 a IPv6. Obvykle se používají 3 nebo 4 úrovně.
```
www.example.org
finance.example.org
www.finance.example.org
```